# Pondoknongko
Pondoknongko is een bestuurslaag in het regentschap Banyuwangi van de provincie Oost-Java, Indonesië. Pondoknongko telt 3103 inwoners (volkstelling 2010).